# Vriesea glutinosa
Vriesea glutinosa är en gräsväxtart som beskrevs av John Lindley. Vriesea glutinosa ingår i släktet Vriesea och familjen Bromeliaceae. Inga underarter finns listade i Catalogue of Life.

## Bildgalleri

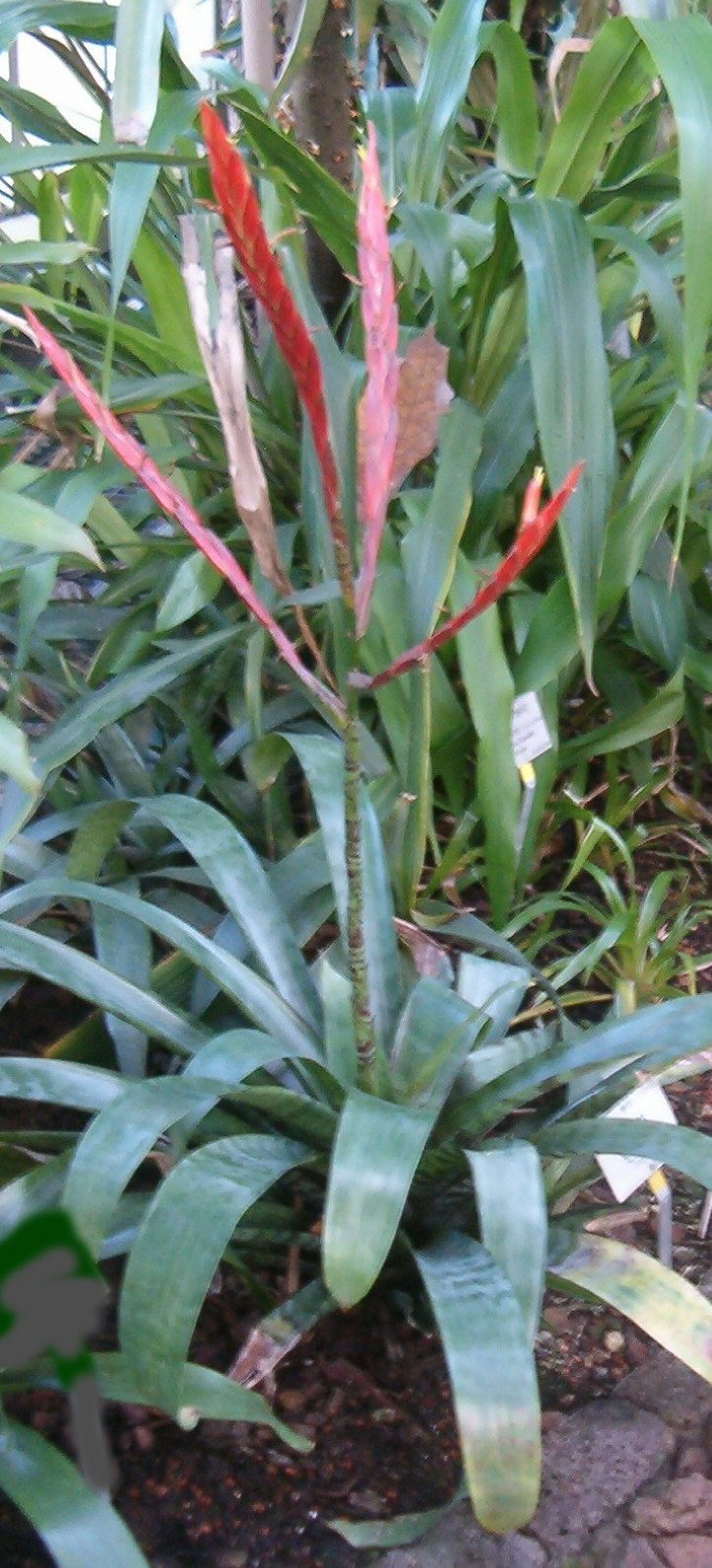
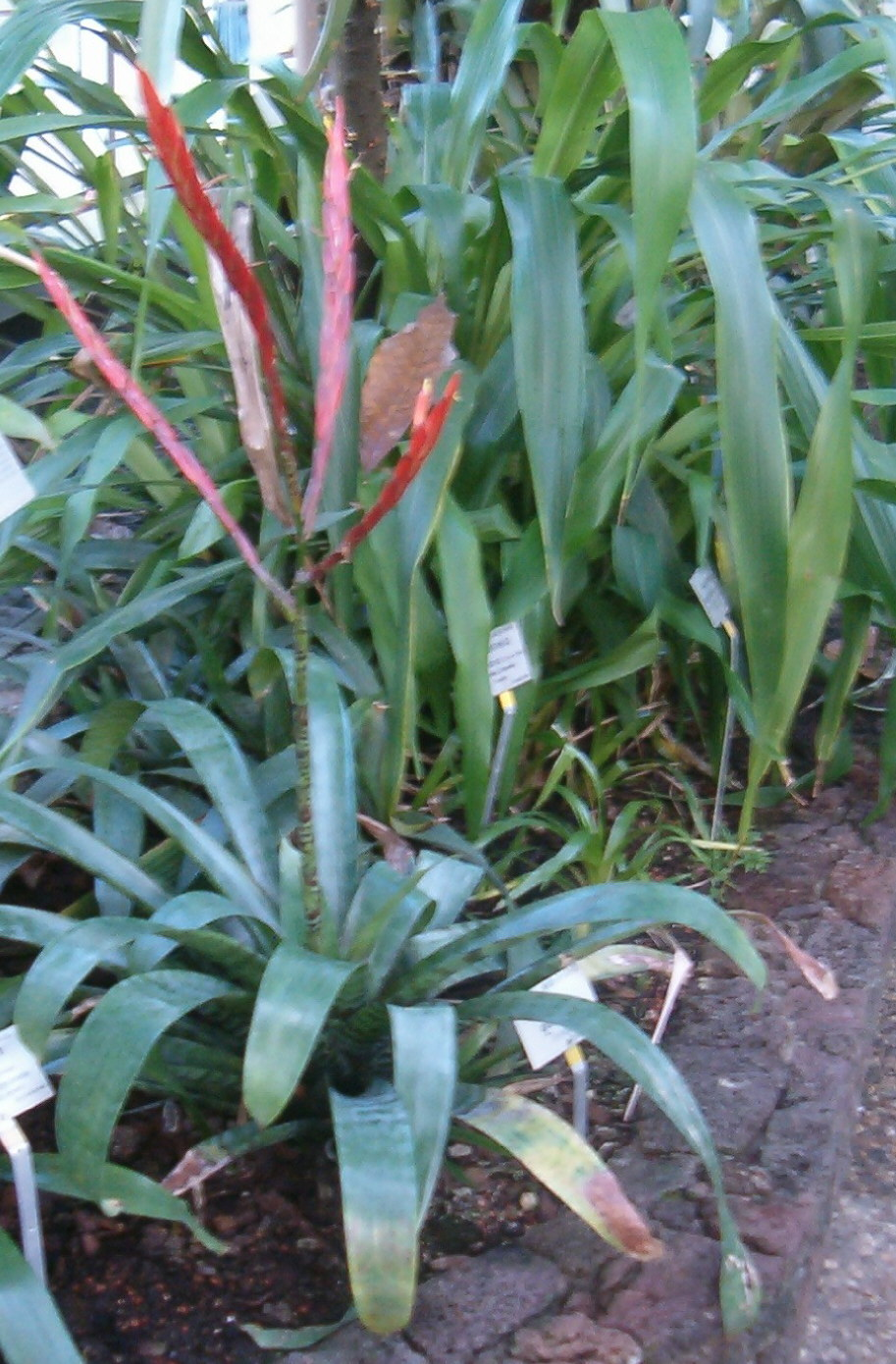
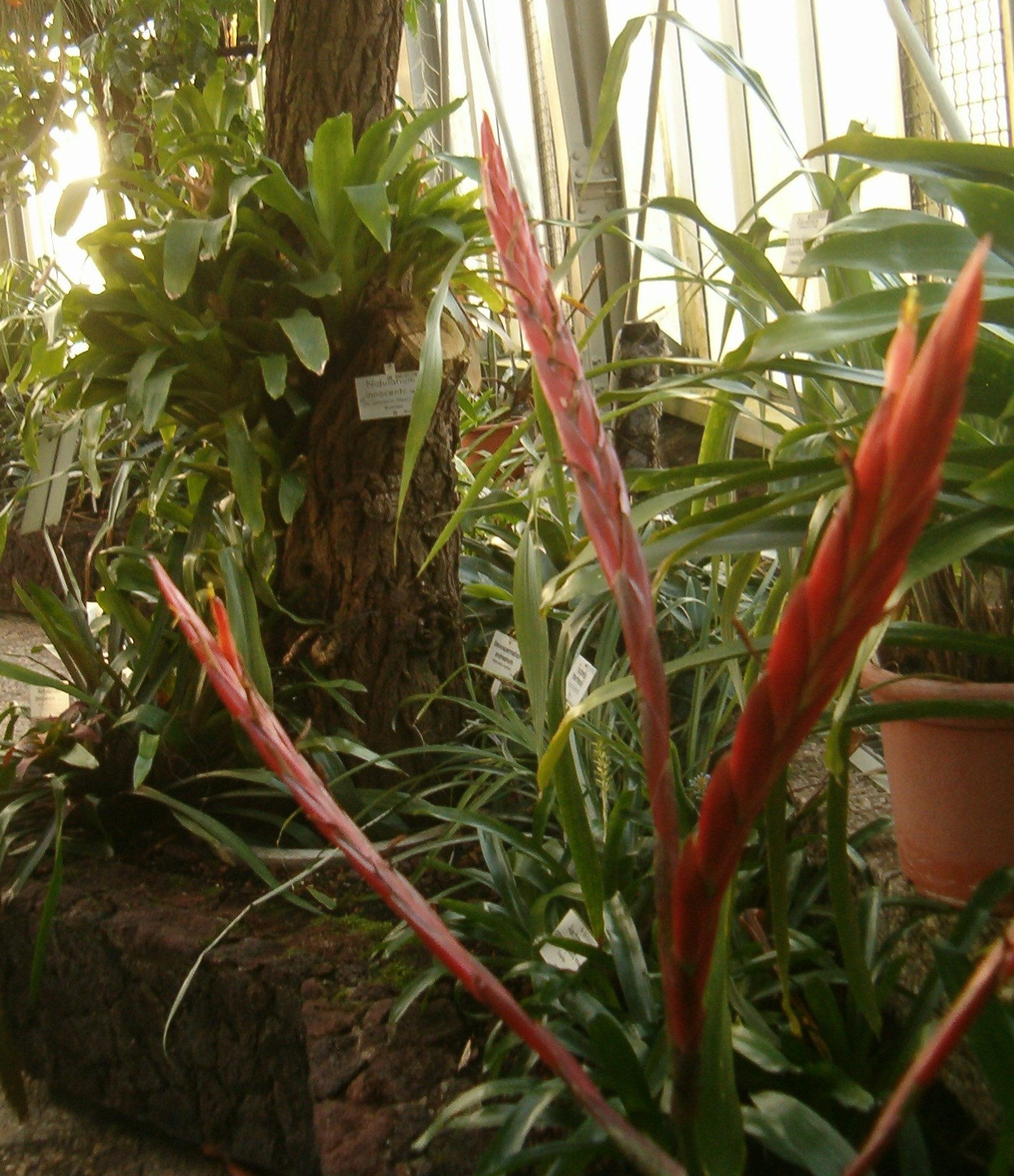